# Reinhold Bertlmann

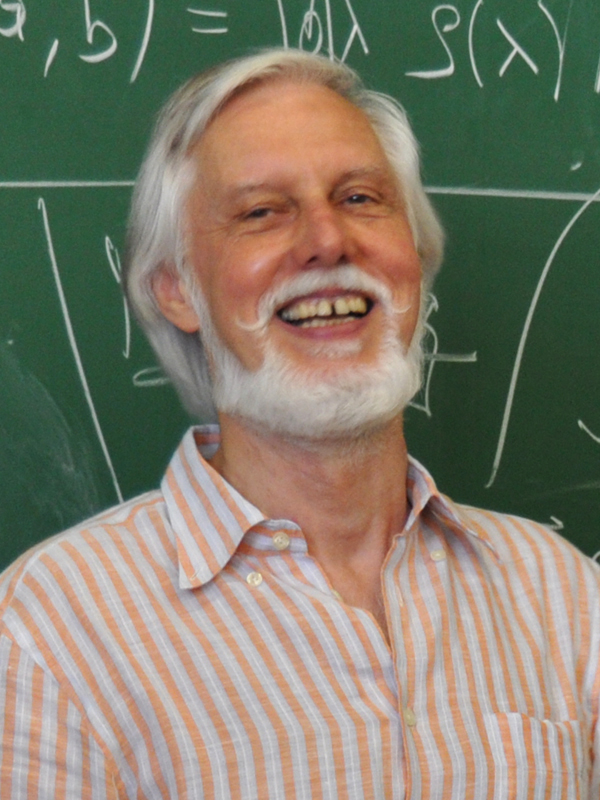
Reinhold Bertlmann, 2010

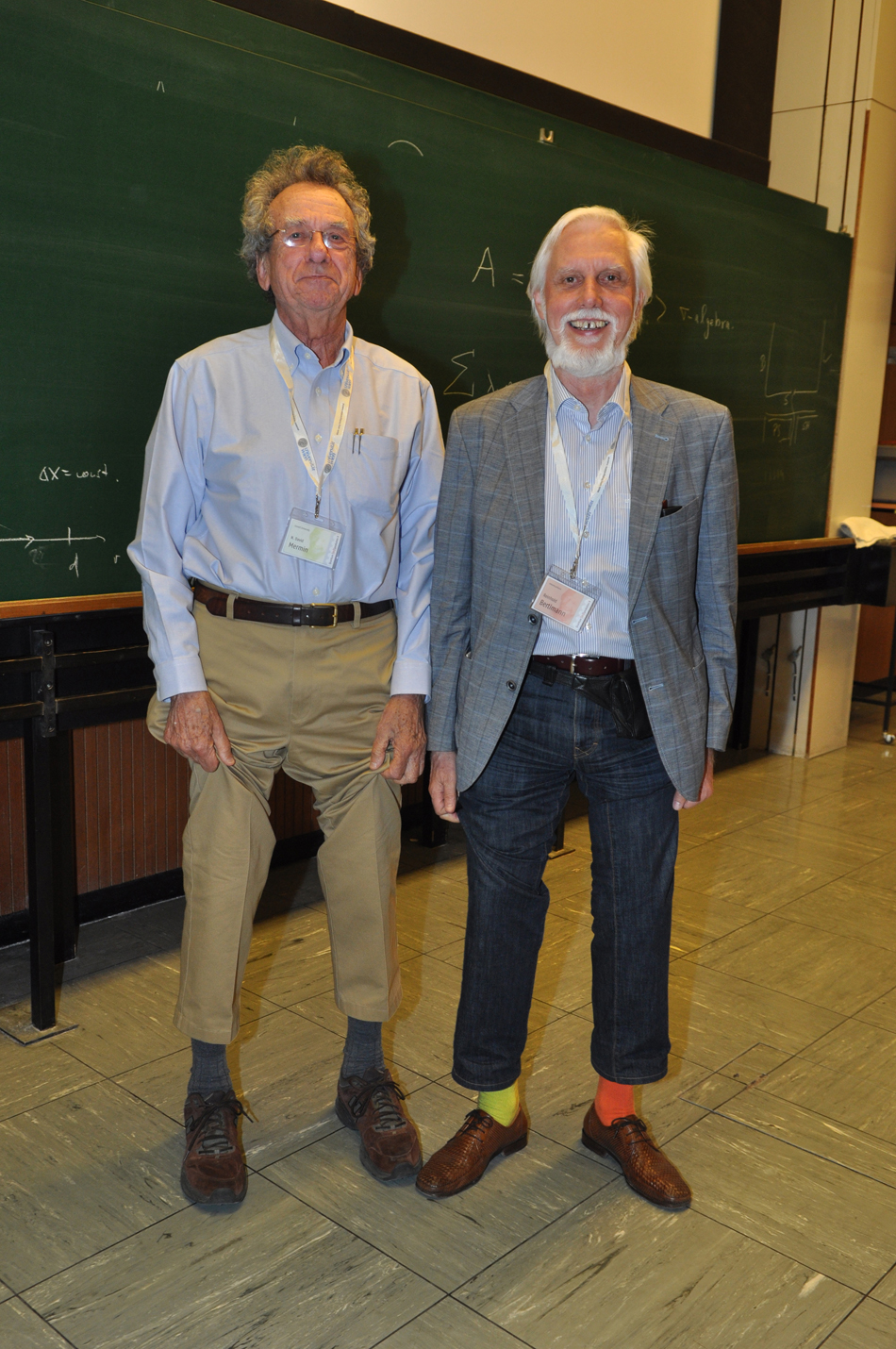
David Mermin und Reinhold Bertlmann zeigen ihre Socken, 2014

Reinhold Anton Bertlmann (* 7. März 1945 in Reutte) ist ein österreichischer Physiker und Professor an der Universität Wien. Seine Hauptgebiete sind Teilchenphysik und Quantenmechanik. Bekannt wurde er durch den Vergleich von Bertlmanns Socken.

## Leben
Bertlmann studierte nach der Matura Technische Physik an der TU Wien und Theoretische Physik und Mathematik an der Universität Wien, wo er auch 1974 mit der Arbeit Über den Einfluß von Superkonvergenzrelationen auf vektordominierte Prozesse bei Herbert Pietschmann promovierte. Er arbeitete als Wissenschaftlicher Mitarbeiter in Wien, am JINR in Dubna und am CERN. Nachdem er sich 1981 mit der Arbeit Duality between resonances and asymptotia an der Universität Wien in theoretischer Physik habilitiert hatte, hielt er Gastprofessuren in Marseille, an der Universität Paris-Süd und am CNRS, Orsay. Von 1987 bis zu seinem Ruhestand 2010 war er außerordentlicher Universitätsprofessor an der Universität Wien. Er hält dort weiterhin Vorlesungen und Seminare. Reinhold Bertlmann ist seit 1969 mit der Künstlerin Renate Bertlmann verheiratet.

## Werk
Bertlmann beschäftigt sich in der Quantenphysik unter anderem mit verallgemeinerten Bellschen Ungleichungen, Verschränkung, Dekohärenz und deren geometrischen Eigenschaften. Außerdem befasst er sich mit Anomalien in der Quantenfeldtheorie.
Er war ein enger Freund und Mitarbeiter von John Stewart Bell und arbeitete unter anderen mit Walter Thirring zusammen.
Derzeit kooperiert er mit Anton Zeilinger, mit dem er die berühmten Quantenkonferenzen Quantum [Un]Speakables I 2000 und Quantum [Un]Speakables II 2014 organisiert hat. Die gesammelten Beiträge aus dem Jahr 2000, publiziert unter dem gleichen Titel Quantum [Un]Speakables, waren bahnbrechend.
Im Jahr 2000 publizierte er das Lehrbuch Anomalies in Quantum Field Theory, welches als einführender Text in die Quantenfeldtheorie und Differentialgeometrie Bekanntheit erlangte. Gemeinsam mit seinem früheren Studenten Nicolai Friis veröffentlichte er 2023 das Lehrbuch Modern Quantum Theory, welches neben einer Einführung in die Quantenmechanik auch einen Überblick über Verschränkungstheorie und Quanteninformationstheorie beinhaltet.

## Bertlmanns Socken
1978 kam Bertlmann zum CERN und arbeitete dort mit J. S. Bell zusammen. Bertlmann trug stets verschiedenfarbige Socken. 1981 schrieb Bell seinen Artikel Bertlmann's socks and the nature of reality (Bertlmanns Socken und die Natur der Realität). Darin verglich er den EPR-Effekt mit Bertlmanns Socken: Wenn Bertlmann um eine Ecke kommt und man sieht, dass die Farbe eines Socken pink ist, dann kann man mit Sicherheit voraussagen, dass der zweite Socken nicht auch pink ist. Der Gedanke liegt also nahe, dass es sich bei der Quantenverschränkung ebenso verhält. Dies ist jedoch eine unzulässige Vereinfachung. Im weiteren Verlauf des Artikels erklärt Bell die tatsächlichen physikalischen Zusammenhänge.
Bells Text findet sich auch in seinem Buch Speakable and Unspeakable in Quantum Mechanics. 2006 erschien die deutsche Übersetzung eines populärwissenschaftlichen Buches des Physikers Shimon Malin unter dem Titel Dr. Bertlmanns Socken.